# Rasmus Tiller
Rasmus Fossum Tiller (født 28. juli 1996 i Trondheim) er en cykelrytter fra Norge, der er på kontrakt hos Uno-X Mobility.